# گیرافتاده (ترانه کارو امرالد)
«گیرافتاده» (به انگلیسی: Stuck) ترانه‌ای از کارو اِمِرالد خوانندهٔ اهل هلند است. این قطعه در سال ۲۰۱۰ و به‌عنوان یکی از تک‌آهنگ‌های آلبوم صحنه‌های حذف‌شده از محلهٔ کاتینگ روم منتشر شد.
«گیر افتاده» در چند کشور اروپایی با استقبال قابل توجهی روبه‌رو شد. در خاستگاه امرالد، «گیرافتاده» ۱۹ هفته جزو ۴۰ آهنگ پرفروش روز بود و بالاترین رتبه‌اش در آن جدول، جایگاه ششم بود که در فوریهٔ ۲۰۱۱ به‌آن رسید. در سال ۲۰۱۴ و پس از آن‌که فروش این ترانه در ایتالیا از ۱۵۰۰۰ نسخه فراتر رفت، از فدراسیون صنعت موسیقی ایتالیا گواهی طلا دریافت کرد.

## موقعیت در جدول‌های فروش
| چارت (۲۰۱۰–۲۰۱۱)            | بالاترین جایگاه |
| --------------------------- | --------------- |
| جدول رسمی تک‌آهنگ‌های ایتالیا | ۱۸              |
| ۴۰ آهنگ برتر هلند           | ۶               |
| ۱۰۰ تک‌آهنگ برتر هلند        | ۲۸              |
| [جدول ۱۰۰ تک‌آهنگ برتر آلمان | ۴۱              |
| تک‌آهنگ‌های برتر اتریش        | ۴۲              |